# Пара-ди-Минас
Пара-ди-Минас (порт. Pará de Minas) — муниципалитет в Бразилии, входит в штат Минас-Жерайс. Составная часть мезорегиона Агломерация Белу-Оризонти. Входит в экономико-статистический микрорегион Пара-ди-Минас. Население составляет 81 739 человек на 2006 год. Занимает площадь 550,991 км². Плотность населения — 148,3 чел./км².
Праздник города — 20 сентября.

## История
Город основан 20 сентября 1859 года.

## Статистика
- Валовой внутренний продукт на 2003 год составляет 669 793 514,00 реалов (данные: Бразильский институт географии и статистики).
- Валовой внутренний продукт на душу населения на 2003 год составляет 8616,48 реалов (данные: Бразильский институт географии и статистики).
- Индекс развития человеческого потенциала на 2000 год составляет 0,811 (данные: Программа развития ООН).